# Bussard (Schiff, 1890)
Die Bussard war das Typschiff und Namensgeber der Bussard-Klasse, einer Klasse von sechs Kreuzern IV. Klasse der Kaiserlichen Marine. 1899 wurde das Schiff zum Kleinen Kreuzer umklassifiziert.

## Technik
Die Kreuzer der Bussard-Klasse waren Querspant-Stahlbauten, zusätzlich mit Yellow-Pine-Planken bis zum Oberdeck, nach Umbau nur noch bis zum Zwischendeck, versehen mit Muntzmetallbeschlag gegen Bewuchs. Der Vorsteven bestand aus Stahl, Holz und einem Bronze-Rammdorn, der Achtersteven aus Stahl und Holz.
Die Bussard war anfangs als Schonerbark (≈ 850 m²) getakelt. Die Segelfläche wurde bei dem 1899–1900 durchgeführten Umbau zu einem Toppsegelschoner (≈ 600 m²) reduziert, wobei der Großmast ausgebaut wurde und der Besanmast nur ein Dreieckssegel ohne Gaffeltakelung erhielt.
Die Artillerie war auf über die Bordwand hinausragenden Plattformen (sogenannten „Schwalbennestern“) aufgestellt, um die Bestreichungswinkel der Geschütze zu vergrößern. Diese hatten allerdings die unangenehme Eigenschaft, bei hohem Seegang in die Wellen einzuschlagen, was zu starken Erschütterungen und Fahrtverlust führte. Bei dem Umbau der Takelage wurden deshalb auch gleichzeitig die Geschützunterbauten weiter nach innen versetzt, so dass sie nunmehr bündig mit der Schiffswand abschlossen.

## Geschichte

### Planung und Bau
Mit der wirtschaftlichen Expansion des Deutschen Reichs nach dem Jahre 1871 wurde es notwendig, Kriegsschiffe der Kaiserlichen Marine dauerhaft in den deutschen Kolonien zu stationieren, um diese zu schützen. Die Kanonenboote waren auf Grund der räumlichen Enge der Mannschaftsräume und ihrer geringen Seetüchtigkeit dafür ungeeignet. Auch wurde ihre Bewaffnung als zu schwach bewertet.
Vielmehr sollten die Einheiten über eine große Wasserverdrängung verfügen und einen Antrieb erhalten, der es ihnen möglich machte, große Seeräume zu überwachen. Auch sollten die Einheiten weiter über eine entsprechende Besegelung verfügen, um auf langen Fahrten Kohle zu sparen.
Umgesetzt wurden diese Anforderungen in den beiden Einheiten der Schwalbe-Klasse, aus der mit dem im August 1888 auf Kiel gelegten Neubau des Kreuzers IV. Klasse „C“ die Bussard-Klasse entstand. Der Stapellauf fand am 23. Januar 1890 auf der Kaiserlichen Werft in Danzig statt.

### Einsatz

#### Einsatz in Ostasien und in der Südsee

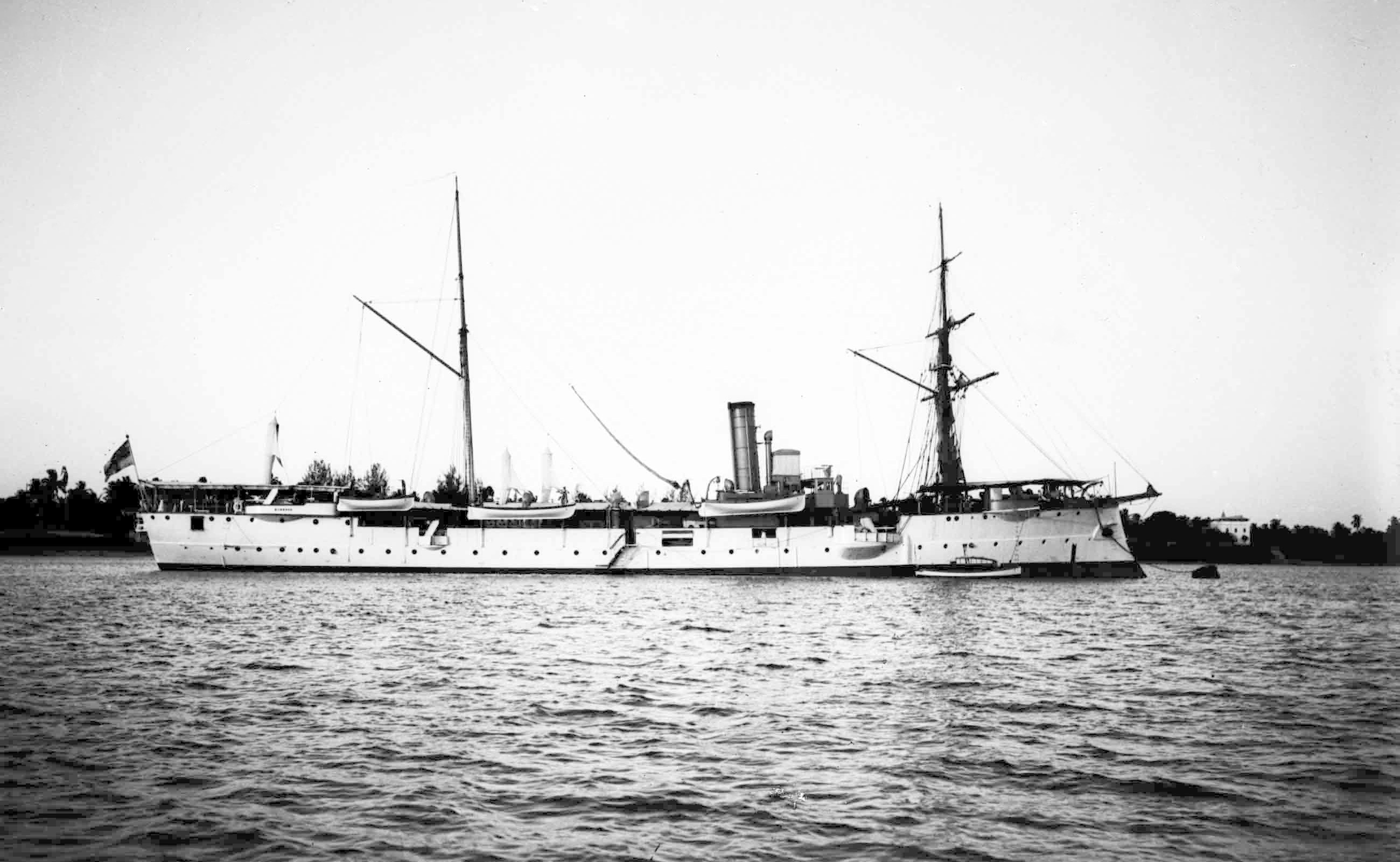
Die Bussard auf der Reede im Hafen von Daressalam (nach Umbau zum Zweimast-Toppsegelschoner)

Nach der anschließenden Probefahrt und der Indienststellung am 7. Oktober 1890 wurde die Bussard die meiste Zeit in den deutschen Kolonien eingesetzt. Zu Beginn ihrer Karriere wurde der Kreuzer zur Ostasien-Station zugeteilt. Nach einer Überholung in Auckland im Mai 1892 wurde das Schiff nach Stephansort in das Schutzgebiet Kaiser-Wilhelms-Land auf Neuguinea beordert und nahm nach ihrer Ankunft den Regierungskommissar Friedrich Rose mit Teilen der dortigen Polizeitruppe auf, um auf eine Strafexpedition gegen Papuaner zu gehen. Diese hatten im Sommer 1891 in Hatzfeldhafen drei deutsche Missionare und eingeborene Arbeiter erschlagen.
Im Juli 1893 unterstützte die Bussard deutsch-britische Kräfte im Kampf gegen den aufständischen samoanischen Stammesführer Mataafa Josefo. Zusammen mit der alten britischen Korvette Curacoa beschoss die Bussard Stellungen der Aufständischen am 7. Juli, um deren Kapitulation zu erzwingen. Im Anschluss wurde Mataafa nach Apia gebracht, während die Bussard zurückblieb, um die Entmilitarisierung seiner Anhänger zu überwachen. Der deutsche Reiseschriftsteller Otto Ehrenfried Ehlers berichtet 1895 auch aus einer Fahrt auf der Bussard.
Im März 1898 kehrte die Bussard nach Deutschland zurück, wobei sie mehrere tropische Vögel für den Berliner Zoo an Bord hatte. Nach ihrer Ankunft ging das Schiff für die Grundinstandsetzung und Umbauten auf der Kaiserlichen Werft in Danzig ins Trockendock. Hierbei wurde die Takelage von einer Schonerbark- auf eine Toppsegelschoner-Takelung geändert. Außerdem erhielt das Schiff eine neue, größere Turmstruktur.

#### Einsatz während des Boxeraufstands
Nach Abschluss der Arbeiten konnte die Bussard erst 1900 wieder in Betrieb genommen werden. In Reaktion zu dem in China ausgebrochenen Boxeraufstand gehörte sie zu den Schiffen, die als Verstärkung für das deutsche Ostasiengeschwader dorthin entsandt wurden. Auf dem Weg nach China explodierte am 6. August 1900 ein Heizkessel an Bord der Bussard. Die Explosion tötete drei Matrosen und verwundete drei weitere Männer schwer. Die Fahrt konnte aber fortgesetzt werden. Nach der Ankunft in China nahm die Bussard mit ihren Schwesterschiffen Seeadler und Geier als Teil des Ostasiengeschwaders am Angriff auf die Taku-Forts am 17. Juni 1900 teil. Während dieses Einsatzes erlitt die Besatzung keine Verluste.

#### Einsatz in Ostafrika
Ab 1904 wurde Bussard zusammen mit der Schwalbe der Ostafrika-Station zugeordnet. Dazu verließ das Schiff am 26. April 1904 Tsingtau und traf am 30. Juni in Daressalam ein. Auf dem Weg dorthin war in Colombo die Besatzung gegen eine Ablösemannschaft, die mit dem deutschen Postdampfer Main aus Bremerhaven eingetroffen war, ausgetauscht. Teil dieser Ablösebesatzung waren der neue Kommandant des Schiffes Korvettenkapitän Back sowie Hans Paasche, der eine zweijährige Dienstzeit als Navigationsoffizier an Bord der Bussard antrat.
In der Folge nahm Bussard an der Niederschlagung des Maji-Maji-Aufstands teil. Ende Juli 1905 war es südlich des Rufiji in der Gegend von Ssamanga zu größeren Unruhen gekommen und der Aufstand ausgebrochen. Das Gouvernement erhielt am 1. August 1905 von den Ereignissen Kenntnis. Um gerade während des Aufstands der Herero und Nama in Deutsch-Südwestafrika (1904–1907) zu vermeiden, dass ein weiterer sich ausbreitender Konfliktherd im Süden Deutsch-Ostafrikas aufkam, forderte der Gouverneur Gustav Adolf von Götzen beim Reichsmarineamt sofortige Unterstützung durch die Kaiserliche Marine an, um Truppen schnell in das Aufstandsgebiet verlagern zu können. Bereits am 3. August 1905 abends ging daraufhin die Bussard mit Major Kurt Johannes als Oberberbefehlhaber, vier Offizieren, zwei Unteroffizieren und 120 Askari und Trägern in See. In den folgenden Tagen landeten von der Bussard aus mehrfach Detachements der Marine bzw. der kaiserlichen Schutztruppe an der Küste an, um die Küstenstationen zu schützen und die Aufständischen zu bekämpfen, so am 4. August 1905 in Kilwa Kiwindsche, später noch in Mohorro – das Detachement hier wurde von Hans Paasche geführt – und in Ssamanga. Am 22. August 1905 wurden weitere Detachements in Mikindani und in Lindi angelandet.
In der frühen Phase des Aufstandes etwa bis Ende September 1905 war die Bussard das einzige Schiff der Kaiserlichen Marine, das die Operationen des Gouvernements und der Schutztruppe unterstützte. Der Bedarf des Gouvernements an Transportkapazität von Truppen und Material in das Aufstandsgebiet wuchs naturgemäß mit der Zeit, so dass die Verlegung von Seeadler und Thetis aus Tsingtau gewährt wurde.
1910 kehrte die Bussard nach Deutschland zurück.

### Verbleib
Die Außerdienststellung fand am 25. Oktober 1912 statt und im Jahr 1913 wurde das Schiff in Hamburg abgewrackt und verschrottet.

## Kommandanten

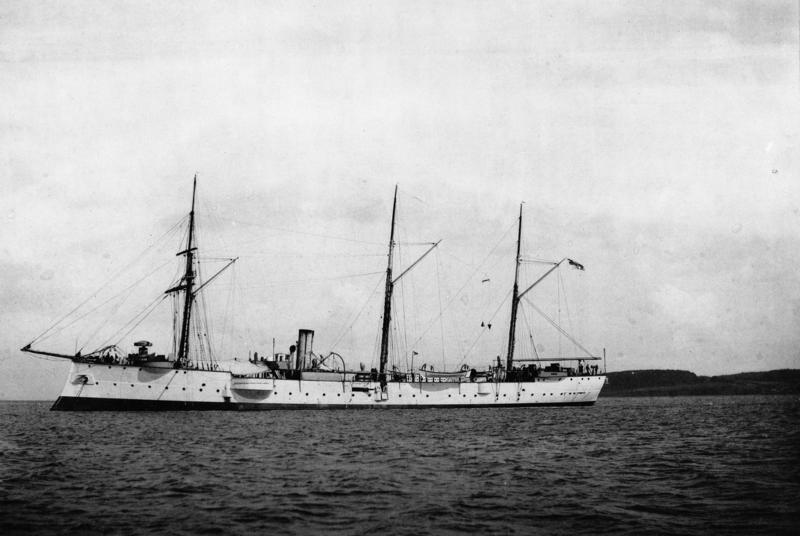
Das Schwesterschiff Falke

| Oktober 1890 – April 1891    | KK Robert Wachenhusen             |
| Mai 1891 – August 1892       | KK Wilhelm Gertz                  |
| August 1892 – Oktober 1893   | KK Otto Flichtenhöfer             |
| Oktober 1893 – April 1894    | KL Hugo Kinderling, in Vertretung |
| April 1894 – September 1894  | KK Georg Scheder                  |
| September 1895 – Januar 1898 | KK Raimund Winkler                |
| Januar 1898 – April 1899     | KK Otto Mandt                     |
| Juni 1900 – April 1902       | KK Joachim Adolph von Bassewitz   |
| April 1902 – Mai 1904        | KK Eduard Huß                     |
| Mai 1904 – Oktober 1905      | KK Otto Back                      |
| Oktober 1905 – Oktober 1906  | KK Arnold Marks                   |
| Oktober 1906 – Juli 1908     | KK Max Werner                     |
| Juli 1908 – März 1910        | KK Friedrich Menger               |